# It Takes a Nation of Millions to Hold Us Back
It Takes a Nation of Millions to Hold Us Back es el segundo álbum de estudio del grupo de hip hop Public Enemy, lanzado en el sello Def Jam Recordings en los Estados Unidos el 14 de abril de 1988.
Este disco es frecuentemente citado como una de los más célebres e influyentes obras en la historia del hip hop. La mezcla entre la densidad del sample y producción de The Bomb Squad y las letras contestatarias punk rock de Chuck D transformaron a esta placa en una sensación, llegando al número 42 del ranking Billboard 200, y al número 1 en las listas Billboard R&B/Hip hop.

## Recepción e influencia
Ampliamente reconocido como el mejor trabajo de la banda, este álbum regularmente aparece elegido entre las grabaciones más importantes e influyentes en varias publicaciones. En el 2020, el disco se ubicó en el número 15 de la lista «los 500 mejores discos de todos los tiempos» de la revista Rolling Stone. Es el lugar más alto que ocupa un álbum de hip hop en dicha lista.
Acclaimed Music ubica al álbum en el lugar 18 de los mejores de todos los tiempos y el número dos en la categoría hip-hop (después de To Pimp a Butterfly). En 2006 la revista Time lo ubicó entre los 100 mejores álbumes de todos los tiempos. También fue destacado en los Mejores 100 Álbumes de Rap de The Source. Incluso Kurt Cobain, el fallecido guitarrista y vocalista de la banda grunge Nirvana, incluyó 'It Takes A Nation of Millions' en su lista personal de sus 50 discos favoritos, según sus memorias. El crítico Robert Christgau lo nombró el octavo mejor álbum de los años ochenta.

## Lista de temas
Todas las canciones fueron escritas por Carlton "Chuck D" Ridenhour, Eric "Vietnam" Sadler, y Hank Shocklee, excepto donde está señalado.
1. "Countdown to Armageddon" – 1:40
2. "Bring the Noise" – 3:46
3. "Don't Believe the Hype" (Ridenhour, Sadler, Shocklee, William "Flavor Flav" Drayton) – 5:19
4. "Cold Lampin' With Flavor" (Sadler, Shocklee, Drayton) – 4:17
5. "Terminator X to the Edge of Panic" (Ridenhour, Norman "Terminator X" Rogers, Drayton) – 4:31
6. "Mind Terrorist" – 1:21
7. "Louder Than a Bomb" – 3:37
8. "Caught, Can We Get a Witness" – 4:53
9. "Show 'Em Whatcha Got" – 1:56
10. "She Watch Channel Zero?!" (Ridenhour, Sadler, Shocklee, Richard "Professor Griff" Griffin, Drayton) – 3:49
11. "Night of the Living Baseheads" – 3:14
12. "Black Steel in the Hour of Chaos" (Ridenhour, Sadler, Shocklee, Drayton) – 6:23
13. "Security of the First World" – 1:20
14. "Rebel Without a Pause" (Ridenhour, Sadler, Shocklee, Rogers) – 5:02
15. "Prophets of Rage" (Ridenhour, Sadler, Shocklee, Drayton) – 3:18
16. "Party for Your Right to Fight" – 3:24

## Créditos
- Productores – Rick Rubin (exec.), Eric "Vietnam" Sadler (assistant producer), Carl Ryder, Hank Shocklee
- Vocalistas – Professor Griff, Chuck D., Fab 5 Freddy, Flavor Flav, Erica Johnson, Oris Josphe, Harry Allen
- Ingenieros – John Harrison, Jeff Jones, Nick Sansano, Chuck Valle, Greg Gordon, Jim Sabella, Matt Tritto, Christopher Shaw
- Mezcla – Steven Ett, Rod Hui, Keith Boxley, Chuck Chillout
- Scratching – Norman Rogers, Johnny Juice Rosado
- Tornamesas – Terminator X, Johnny Juice Rosado
- Fotografía – Glen E. Friedman
- Programación – Hank Shocklee, Eric "Vietnam" Sadler
- Supervisor de producción – Bill Stephney